# Tsjechië op de Olympische Winterspelen 2022
Tsjechië was een van de deelnemende landen aan de Olympische Winterspelen 2022 in Peking, China.

## Medailleoverzicht
| Sport       | Olympiër(s)       | Onderdeel                | Medaille |
| ----------- | ----------------- | ------------------------ | -------- |
| Snowboarden | Ester Ledecká     | Parallelreuzenslalom (v) | Goud     |
| Schaatsen   | Martina Sáblíková | 5000 m (v)               | Brons    |

## Aantal atleten
| Sport              | Mannen | Vrouwen | Totaal |
| ------------------ | ------ | ------- | ------ |
| Alpineskiën        | 2      | 6*      | 8*     |
| Biatlon            | 5      | 5       | 10     |
| Bobsleeën          | 4      | 0       | 4      |
| Curling            | 1      | 1       | 2      |
| Freestyleskiën     | 0      | 1       | 1      |
| IJshockey          | 25     | 23      | 48     |
| Kunstrijden        | 3      | 3       | 6      |
| Langlaufen         | 6      | 5       | 11     |
| Noordse combinatie | 4      | 0       | 4      |
| Rodelen            | 3      | 1       | 4      |
| Schaatsen          | 0      | 2       | 2      |
| Schansspringen     | 5      | 3       | 8      |
| Shorttrack         | 0      | 1       | 1      |
| Skeleton           | 0      | 1       | 1      |
| Snowboarden        | 1      | 4*      | 5*     |
| totaal             | 58     | 55*     | 114*   |

* – Ester Ledecká komt uit op zowel alpineskiën als snowboarden.

## Deelnemers en resultaten

### Alpineskiën
Maximaal vier deelnemers per onderdeel
Mannen
| Naam          | Onderdeel         | 1e run  | 1e run | 2e run         | 2e run         | Totaal         | Totaal         |
| Naam          | Onderdeel         | Tijd    | Rang   | Tijd           | Rang           | Tijd           | Rang           |
| ------------- | ----------------- | ------- | ------ | -------------- | -------------- | -------------- | -------------- |
| Kryštof Krýzl | Reuzenslalom      | 1:07,29 | 26     | 1:08,27        | 19             | 2:15,56        | 19             |
| Kryštof Krýzl | Slalom            | DNF     | DNF    | niet geplaatst | niet geplaatst | niet geplaatst | niet geplaatst |
| Jan Zabystřan | Alpine combinatie | 1:44,54 | 9      | DNF            | DNF            | DNF            | DNF            |
| Jan Zabystřan | Reuzenslalom      | DNF     | DNF    | niet geplaatst | niet geplaatst | niet geplaatst | niet geplaatst |
| Jan Zabystřan | Slalom            | DNF     | DNF    | niet geplaatst | niet geplaatst | niet geplaatst | niet geplaatst |
| Jan Zabystřan | Super G           | n.v.t.  | n.v.t. | n.v.t.         | n.v.t.         | 1:23.09        | 25             |

Vrouwen
| Naam             | Onderdeel         | 1e run  | 1e run | 2e run         | 2e run         | Totaal         | Totaal         |                |
| Naam             | Onderdeel         | Tijd    | Rang   | Tijd           | Rang           | Tijd           | Rang           |                |
| ---------------- | ----------------- | ------- | ------ | -------------- | -------------- | -------------- | -------------- | -------------- |
| Gabriela Capová  | Slalom            | 55,96   | 33     | 55,28          | 33             | 1:51,24        | 32             |                |
| Martina Dubovská | Slalom            | 53,90   | 16     | 53,13          | 14             | 1:47,03        | 13             |                |
| Ester Ledecká    | Afdaling          | n.v.t.  | n.v.t. | n.v.t.         | n.v.t.         | 1:38,18        | 27             |                |
| Ester Ledecká    | Alpine combinatie | 1:32,43 | 2      | 55,89          | 5              | 2:28,32        | 4              |                |
| Ester Ledecká    | Super G           | n.v.t.  | n.v.t. | n.v.t.         | n.v.t.         | 1:13,94        | 5              |                |
| Tereza Nová      | Afdaling          | n.v.t.  | n.v.t. | n.v.t.         | n.v.t.         | 1:39,38        | 28             |                |
| Tereza Nová      | Alpine combinatie | 1:37,07 | 23     | 58,39          | 12             | 2:35,46        | 14             |                |
| Tereza Nová      | Super G           | n.v.t.  | n.v.t. | n.v.t.         | n.v.t.         | 1:17,88        | 33             |                |
| Barbora Nováková | Afdaling          | n.v.t.  | n.v.t. | n.v.t.         | n.v.t.         | 1:39,50        | 29             |                |
| Barbora Nováková | Super G           | n.v.t.  | n.v.t. | n.v.t.         | n.v.t.         | 1:18,26        | 36             |                |
| Elese Sommerová  | Slalom            | 56,38   | 38     | DNF            | DNF            | niet geplaatst | niet geplaatst | niet geplaatst |
| Elese Sommerová  | Reuzenslalom      | DNF     | DNF    | niet geplaatst | niet geplaatst | niet geplaatst | niet geplaatst |                |

Gemengd
| Naam                                                    | Onderdeel       | Eerste ronde           | Kwartfinale            | Halve finale           | Finale / BM            | Finale / BM    |
| Naam                                                    | Onderdeel       | Tegenstander Resultaat | Tegenstander Resultaat | Tegenstander Resultaat | Tegenstander Resultaat | Rang           |
| ------------------------------------------------------- | --------------- | ---------------------- | ---------------------- | ---------------------- | ---------------------- | -------------- |
| Kryštof Krýzl Tereza Nová Elese Sommerová Jan Zabystřan | Landenwedstrijd | FRA verlies            | niet geplaatst         | niet geplaatst         | niet geplaatst         | niet geplaatst |

### Biatlon
Maximaal vier deelnemers per onderdeel
Mannen
| Naam                                                       | Onderdeel     | Tijd                    | Missers                                          | Rang |
| ---------------------------------------------------------- | ------------- | ----------------------- | ------------------------------------------------ | ---- |
| Mikuláš Karlík                                             | Individueel   | 52:56,3                 | 3 (0+0+0+3)                                      | 31   |
| Mikuláš Karlík                                             | Sprint        | 25:48,8                 | 3 (0+3)                                          | 28   |
| Mikuláš Karlík                                             | Achtervolging | 45:38,8                 | 8 (1+3+3+1)                                      | 42   |
| Michal Krčmář                                              | Individueel   | 55:27,9                 | 5 (0+1+3+1)                                      | 59   |
| Michal Krčmář                                              | Sprint        | 25:22,4                 | 1 (0+1)                                          | 16   |
| Michal Krčmář                                              | Achtervolging | 36:41,6                 | 7 (2+0+3+2)                                      | 30   |
| Michal Krčmář                                              | Massastart    | 41:54,9                 | 5 (0+1+1+3)                                      | 21   |
| Jakub Štvrtecký                                            | Individueel   | 55:52,7                 | 5 (0+3+0+2)                                      | 65   |
| Jakub Štvrtecký                                            | Sprint        | 26:48,3                 | 3 (1+2)                                          | 58   |
| Jakub Štvrtecký                                            | Achtervolging | 46:32,1                 | 7 (0+3+3+1)                                      | 48   |
| Adam Václavík                                              | Sprint        | 26:50,2                 | 3 (2+1)                                          | 59   |
| Adam Václavík                                              | Achtervolging | 45:41,2                 | 6 (1+1+3+1)                                      | 44   |
| Milan Žemlička                                             | Individueel   | 55:44,3                 | 2 (0+1+0+1)                                      | 62   |
| Jakub Štvrtecký Mikuláš Karlík Adam Václavík Michal Krčmář | Estafette     | LAP 22:55,8 20:29,3 LAP | 18 (1+5+3+9) 8 (1+3+1+3) 5 (0+2+0+3) 5 (0+0+2+3) | 19   |

Vrouwen
| Naam                                                               | Onderdeel     | Tijd                                      | Missers                                                     | Rang |
| ------------------------------------------------------------------ | ------------- | ----------------------------------------- | ----------------------------------------------------------- | ---- |
| Lucie Charvátová                                                   | Individueel   | 46:46,6                                   | 2 (0+1+0+1)                                                 | 19   |
| Lucie Charvátová                                                   | Sprint        | 22:35,6                                   | 1 (0+1)                                                     | 25   |
| Lucie Charvátová                                                   | Achtervolging | 39:43,2                                   | 4 (2+1+0+1)                                                 | 34   |
| Lucie Charvátová                                                   | Massastart    | 44:28,7                                   | 5 (0+2+2+1)                                                 | 28   |
| Markéta Davidová                                                   | Individueel   | 44:44,6                                   | 1 (0+0+0+1)                                                 | 6    |
| Markéta Davidová                                                   | Sprint        | 23:11,8                                   | 4 (2+2)                                                     | 41   |
| Markéta Davidová                                                   | Achtervolging | 38:49,8                                   | 4 (1+1+1+1)                                                 | 28   |
| Markéta Davidová                                                   | Massastart    | 41:11,4                                   | 4 (1+0+1+2)                                                 | 4    |
| Jessica Jislová                                                    | Individueel   | 48:17,5                                   | 2 (0+1+0+1)                                                 | 27   |
| Jessica Jislová                                                    | Sprint        | 22:42,7                                   | 1 (1+0)                                                     | 31   |
| Jessica Jislová                                                    | Achtervolging | 39:54,5                                   | 2 (0+1+0+1)                                                 | 35   |
| Tereza Voborníková                                                 | Individueel   | 48:51,6                                   | 2 (0+0+1+1)                                                 | 34   |
| Tereza Voborníková                                                 | Sprint        | 23:30,9                                   | 2 (2+0)                                                     | 58   |
| Tereza Voborníková                                                 | Achtervolging | DNF                                       | DNF                                                         | DNF  |
| Eva Puskarčíková Markéta Davidová Jessica Jislová Lucie Charvátová | Estafette     | 1:14:06,0 18:20,2 17:40,7 18:49,8 19:15,3 | 9 (0+1+1+7) 2 (0+0+0+2) 1 (0+0+0+1) 2 (0+1+0+1) 4 (0+0+1+3) | 8    |

Gemengd
| Naam                                                          | Onderdeel | Tijd                                      | Missers                                                       | Rang |
| ------------------------------------------------------------- | --------- | ----------------------------------------- | ------------------------------------------------------------- | ---- |
| Jessica Jislová Markéta Davidová Mikuláš Karlík Michal Krčmář | Estafette | 1:10:20,2 18:40,2 18:44,1 17:11,7 15:44,2 | 20 (2+7+1+10) 5 (0+3+0+2) 3 (0+0+0+3) 9 (2+3+1+3) 3 (0+1+0+2) | 12   |

### Bobsleeën
Mannen
| Naam                                                      | Onderdeel   | Run 1 | Run 1 | Run 2   | Run 2 | Run 3   | Run 3 | Run 4          | Run 4          | Totaal         | Totaal |
| Naam                                                      | Onderdeel   | Tijd  | Rang  | Tijd    | Rang  | Tijd    | Rang  | Tijd           | Rang           | Tijd           | Rang   |
| --------------------------------------------------------- | ----------- | ----- | ----- | ------- | ----- | ------- | ----- | -------------- | -------------- | -------------- | ------ |
| Dominik Dvořák * Jakub Nosek                              | Tweemansbob | 59,90 | 15    | 1:00,04 | 11    | 1:00,20 | 16    | 1:00,16        | 13             | 4:00,30        | 15     |
| Dominik Dvořák * Jakub Nosek Jan Šindelář Dominik Záleský | Viermansbob | 59,71 | 23    | 59,80   | 21    | 59,65   | 22    | niet geplaatst | niet geplaatst | niet geplaatst | 21     |

* – Geeft de bestuurder van de slee aan

### Curling
| Team                      | Onderdeel     | Groepsfase     | Groepsfase     | Groepsfase     | Groepsfase     | Groepsfase     | Groepsfase     | Groepsfase     | Groepsfase     | Groepsfase     | Groepsfase |
| Team                      | Onderdeel     | Opponent Score | Opponent Score | Opponent Score | Opponent Score | Opponent Score | Opponent Score | Opponent Score | Opponent Score | Opponent Score | Rang       |
| ------------------------- | ------------- | -------------- | -------------- | -------------- | -------------- | -------------- | -------------- | -------------- | -------------- | -------------- | ---------- |
| Tomáš Paul Zuzana Paulová | Gemengddubbel | NOR 7 – 6      | SWE 4 – 7      | AUS 8 – 2      | ITA 2 – 10     | GBR 3 – 8      | SUI 3 – 11     | USA 10 – 8     | CAN 5 – 7      | CHN 8 – 6      | 6          |

### Freestyleskiën
Skicross
| Naam           | Onderdeel | Kwalificatie | Kwalificatie | Achtste finale | Kwartfinale    | Halve finale   | Finale         |
| Naam           | Onderdeel | Tijd         | Rang         | Rang           | Rang           | Rang           | Rang           |
| -------------- | --------- | ------------ | ------------ | -------------- | -------------- | -------------- | -------------- |
| Nikol Kučerová | Vrouwen   | 1:21,96      | 23           | 3              | niet geplaatst | niet geplaatst | niet geplaatst |

### IJshockey
| Onderdeel | Groepsfase     | Groepsfase     | Groepsfase     | Groepsfase     | Groepsfase | Play-off       | Kwartfinale    | Halve finale   | Finale / BM    | Finale / BM    |
| Onderdeel | Opponent Score | Opponent Score | Opponent Score | Opponent Score | Rang       | Opponent Score | Opponent Score | Opponent Score | Opponent Score | Rang           |
| --------- | -------------- | -------------- | -------------- | -------------- | ---------- | -------------- | -------------- | -------------- | -------------- | -------------- |
| Mannen    | DEN 1-2        | SUI 2-1        | ROC 5-6        | n.v.t.         | 7          | SUI 2-4        | niet geplaatst | niet geplaatst | niet geplaatst | niet geplaatst |
| Vrouwen   | CHN 3-1        | SWE 3-1        | DEN 3-2        | JPN 3-2        | 2          | n.v.t.         | USA 4-1        | niet geplaatst | niet geplaatst | niet geplaatst |

| Olympiër | Onderdeel | Resultaat   |  |
| --- | --------- | ----------- |  |
| Patrick Bartošák Roman Červenka Michael Frolík Šimon Hrubec Tomáš Hyka Jakub Jeřábek Lukáš Klok Ronald Knot Jan Kovář David Krejčí Tomáš Kundrátek Radan Lenc Vojtěch Mozík David Musil Michal Řepík Lukáš Sedlák David Sklenička Jiří Smejkal Vladimír Sobotka Michael Špaček Matěj Stránský Libor Šulák Roman Will Hynek Zohorna Tomáš Zohorna                                          | mannen    | Play-off    |  |
| |           |             |  |
| Kateřina Bukolská Sára Čajanová Pavlína Horálková Klára Hymlárová Samantha Kolowratová Denisa Křížová Dominika Lásková Aneta Lédlová Alena Mills Natálie Mlýnková Kateřina Mrázová Noemi Neubauerová Kristýna Pátková Daniela Pejšová Michaela Pejzlová Klára Peslarová Vendula Přibylová Tereza Radová Lenka Serdar Viktorie Švejdová Aneta Tejralová Tereza Vanišová Kateřina Zechovská | vrouwen   | Kwartfinale |  |

### Kunstrijden
Individueel
| Naam             | Onderdeel | KK    | KK   | VK             | VK             | Totaal         | Totaal |
| Naam             | Onderdeel | Score | Rang | Score          | Rang           | Score          | Rang   |
| ---------------- | --------- | ----- | ---- | -------------- | -------------- | -------------- | ------ |
| Michal Březina   | Mannen    | 75,19 | 25   | niet geplaatst | niet geplaatst | niet geplaatst | 25     |
| Eliška Březinová | Vrouwen   | 64,31 | 12   | 111,10         | 21             | 175,41         | 20     |

Gemengd
| Naam                               | Onderdeel | KK    | KK   | VK             | VK             | Totaal         | Totaal |
| Naam                               | Onderdeel | Score | Rang | Score          | Rang           | Score          | Rang   |
| ---------------------------------- | --------- | ----- | ---- | -------------- | -------------- | -------------- | ------ |
| Jelizaveta Zjoek Martin Bidař      | Paren     | 54,64 | 17   | niet geplaatst | niet geplaatst | niet geplaatst | 17     |
| Natálie Taschlerová Filip Taschler | IJsdansen | 67,22 | 17   | 101,10         | 17             | 168,32         | 16     |

Team
| Naam                                                                                             | Onderdeel  | Korte kür       | Korte kür       | Korte kür       | Korte kür       | Korte kür | Korte kür | Vrije kür       | Vrije kür       | Vrije kür       | Vrije kür       | Vrije kür      | Vrije kür |
| Naam                                                                                             | Onderdeel  | Mannen          | Vrouwen         | Paren           | IJsdansen       | Totaal    | Totaal    | Mannen          | Vrouwen         | Paren           | IJsdansen       | Totaal         | Totaal    |
| Naam                                                                                             | Onderdeel  | Score Teamscore | Score Teamscore | Score Teamscore | Score Teamscore | Score     | Rang      | Score Teamscore | Score Teamscore | Score Teamscore | Score Teamscore | Score          | Rang      |
| ------------------------------------------------------------------------------------------------ | ---------- | --------------- | --------------- | --------------- | --------------- | --------- | --------- | --------------- | --------------- | --------------- | --------------- | -------------- | --------- |
| Michal Březina Eliška Březinová Jelizaveta Zjoek Martin Bidař Natálie Taschlerová Filip Taschler | Landenteam | 4 (76,77)       | 3 (61,05)       | 3 (56,70)       | 5 (68,99)       | 15        | 8         | niet geplaatst  | niet geplaatst  | niet geplaatst  | niet geplaatst  | niet geplaatst | 8         |

### Langlaufen
Maximaal vier deelnemers per onderdeel
Lange afstanden
Mannen
| Naam                                              | Onderdeel         | Uitslag   | Uitslag |
| Naam                                              | Onderdeel         | Tijd      | Rang    |
| ------------------------------------------------- | ----------------- | --------- | ------- |
| Adam Fellner                                      | 15 km klassiek    | 41:01,0   | 31      |
| Adam Fellner                                      | 30 km skiatlon    | 1:25:39,5 | 46      |
| Adam Fellner                                      | 50 km vrije stijl | 1:18:14,3 | 42      |
| Petr Knop                                         | 15 km klassiek    | 42:34,4   | 54      |
| Petr Knop                                         | 30 km skiatlon    | 1:25:38,4 | 44      |
| Petr Knop                                         | 50 km vrije stijl | 1:16:35,0 | 37      |
| Michal Novák                                      | 15 km klassiek    | 42:06,6   | 50      |
| Michal Novák                                      | 30 km skiatlon    | 1:20:50,9 | 18      |
| Michal Novák                                      | 50 km vrije stijl | DNS       | DNS     |
| Jan Pechoušek                                     | 15 km klassiek    | DNS       | DNS     |
| Adam Fellner Michal Novák Petr Knop Jan Pechoušek | 4×10 km estafette | 2:04:57,8 | 12      |

Vrouwen
| Naam                                                             | Onderdeel         | Uitslag   | Uitslag |
| Naam                                                             | Onderdeel         | Tijd      | Rang    |
| ---------------------------------------------------------------- | ----------------- | --------- | ------- |
| Petra Hynčicová                                                  | 10 km klassiek    | 31:28,0   | 42      |
| Petra Hynčicová                                                  | 15 km skiatlon    | 48:40,8   | 26      |
| Petra Hynčicová                                                  | 30 km vrije stijl | 1:36:26,6 | 41      |
| Kateřina Janatová                                                | 10 km klassiek    | 31:07,2   | 34      |
| Kateřina Janatová                                                | 30 km vrije stijl | 1:31:43,2 | 22      |
| Petra Nováková                                                   | 10 km klassiek    | 31:00,7   | 30      |
| Petra Nováková                                                   | 15 km skiatlon    | 48:52,7   | 30      |
| Petra Nováková                                                   | 30 km vrije stijl | DNF       | DNF     |
| Tereza Beranová Petra Nováková Kateřina Janatová Petra Hynčicová | 4×5 km estafette  | 59:32,6   | 13      |

Sprint
Mannen
| Naam                      | Onderdeel  | Kwalificatie | Kwalificatie | Kwartfinales   | Kwartfinales   | Halve finales  | Halve finales  | Finale         | Finale         |
| Naam                      | Onderdeel  | Tijd         | Rang         | Tijd           | Rang           | Tijd           | Rang           | Tijd           | Rang           |
| ------------------------- | ---------- | ------------ | ------------ | -------------- | -------------- | -------------- | -------------- | -------------- | -------------- |
| Ondřej Černý              | Sprint     | 2:50,65      | 9            | 3:10,62        | 6              | niet geplaatst | niet geplaatst | niet geplaatst | niet geplaatst |
| Michal Novák              | Sprint     | 2:52,49      | 21           | 2:55,36        | 5              | niet geplaatst | niet geplaatst | niet geplaatst | niet geplaatst |
| Jan Pechoušek             | Sprint     | 2:55,03      | 33           | niet geplaatst | niet geplaatst | niet geplaatst | niet geplaatst | niet geplaatst | niet geplaatst |
| Luděk Šeller              | Sprint     | 2:54,09      | 29           | 3:01,83        | 6              | niet geplaatst | niet geplaatst | niet geplaatst | niet geplaatst |
| Luděk Šeller Michal Novák | Teamsprint | n.v.t.       | n.v.t.       | n.v.t.         | n.v.t.         | 20:36,70       | 7              | niet geplaatst | niet geplaatst |

Vrouwen
| Naam                              | Onderdeel  | Kwalificatie | Kwalificatie | Kwartfinales   | Kwartfinales   | Halve finales  | Halve finales  | Finale         | Finale         |
| Naam                              | Onderdeel  | Tijd         | Rang         | Tijd           | Rang           | Tijd           | Rang           | Tijd           | Rang           |
| --------------------------------- | ---------- | ------------ | ------------ | -------------- | -------------- | -------------- | -------------- | -------------- | -------------- |
| Tereza Beranová                   | Sprint     | 3:22,20      | 22           | 3:22,59        | 4              | niet geplaatst | niet geplaatst | niet geplaatst | niet geplaatst |
| Zuzana Holíková                   | Sprint     | 3:29,63      | 44           | niet geplaatst | niet geplaatst | niet geplaatst | niet geplaatst | niet geplaatst | niet geplaatst |
| Petra Hynčicová                   | Sprint     | 3:24,51      | 33           | niet geplaatst | niet geplaatst | niet geplaatst | niet geplaatst | niet geplaatst | niet geplaatst |
| Kateřina Janatová                 | Sprint     | 3:20,80      | 15           | 3:20,12        | 4              | niet geplaatst | niet geplaatst | niet geplaatst | niet geplaatst |
| Kateřina Janatová Petra Hynčicová | Teamsprint | n.v.t.       | n.v.t.       | n.v.t.         | n.v.t.         | 23:55,59       | 8              | niet geplaatst | niet geplaatst |

### Noordse combinatie
| Naam                                               | Onderdeel                  | Schansspringen          | Schansspringen              | Schansspringen | Langlaufen                              | Langlaufen | Totaal  | Totaal |
| Naam                                               | Onderdeel                  | Afstand                 | Punten                      | Rang           | Tijd                                    | Rang       | Tijd    | Rang   |
| -------------------------------------------------- | -------------------------- | ----------------------- | --------------------------- | -------------- | --------------------------------------- | ---------- | ------- | ------ |
| Lukáš Daněk                                        | Normale schans + 10 km (m) | 97,0                    | 98,2                        | 25             | 25:22,8                                 | 22         | 27:41,8 | 21     |
| Lukáš Daněk                                        | Grote schans + 10 km (m)   | 117,0                   | 86,1                        | 31             | 27:32,3                                 | 30         | 31:07,3 | 30     |
| Ondřej Pažout                                      | Normale schans + 10 km (m) | 96,0                    | 99,9                        | 22             | 26:19,4                                 | 30         | 28:31,4 | 29     |
| Ondřej Pažout                                      | Grote schans + 10 km (m)   | 123,5                   | 99,0                        | 20             | 27:46,7                                 | 35         | 30:29,7 | 29     |
| Tomáš Portyk                                       | Normale schans + 10 km (m) | 97,0                    | 110,8                       | 13             | 25:47,4                                 | 26         | 27:16,4 | 20     |
| Tomáš Portyk                                       | Grote schans + 10 km (m)   | 128,0                   | 97,8                        | 22             | 27:32,6                                 | 31         | 30:20,6 | 27     |
| Jan Vytrval                                        | Normale schans + 10 km (m) | 92,5                    | 93,5                        | 29             | 25:26,7                                 | 24         | 28:04,7 | 26     |
| Jan Vytrval                                        | Grote schans + 10 km (m)   | 125,0                   | 97,0                        | 23             | 26:26,1                                 | 14         | 29:17,1 | 18     |
| Tomáš Portyk Jan Vytrval Ondřej Pažout Lukáš Daněk | Team grote schans + 4×5 km | 123,5 120,5 127,5 122,0 | 403,7 99,7 101,2 105,7 97,1 | 6              | 51:34,6 12:59,9 12:39,1 13:04,2 12:51,4 | 7          | 53:10,6 | 7      |

### Rodelen
Individueel
| Naam           | Onderdeel | Run 1    | Run 1 | Run 2    | Run 2 | Run 3    | Run 3 | Run 4          | Run 4          | Totaal         | Totaal |
| Naam           | Onderdeel | Tijd     | Rang  | Tijd     | Rang  | Tijd     | Rang  | Tijd           | Rang           | Tijd           | Rang   |
| -------------- | --------- | -------- | ----- | -------- | ----- | -------- | ----- | -------------- | -------------- | -------------- | ------ |
| Michael Lejsek | Mannen    | 59,542   | 28    | 59,945   | 31    | 1:00,080 | 32    | niet geplaatst | niet geplaatst | niet geplaatst | 30     |
| Anna Čežíková  | Vrouwen   | 1:00,392 | 27    | 1:01,169 | 30    | 1:00,101 | 29    | niet geplaatst | niet geplaatst | niet geplaatst | 30     |

Gemengd
| Naam                                                       | Onderdeel | Run 1                      | Run 1 | Run 2  | Run 2  | Run 3  | Run 3  | Totaal   | Totaal |
| Naam                                                       | Onderdeel | Tijd                       | Rang  | Tijd   | Rang   | Tijd   | Rang   | Tijd     | Rang   |
| ---------------------------------------------------------- | --------- | -------------------------- | ----- | ------ | ------ | ------ | ------ | -------- | ------ |
| Zdeněk Pěkný Filip Vejdělek                                | Dubbels   | 1:00,248                   | 16    | 59,869 | 14     | n.v.t. | n.v.t. | 2:00,117 | 16     |
| Anna Čežíková Michael Lejsek Zdeněk Pěkný / Filip Vejdělek | Estafette | 1:01,852 1:03,545 1:04,159 | 12 11 | n.v.t. | n.v.t. | n.v.t. | n.v.t. | 3:09,556 | 10     |

### Schaatsen
Sáblíková behaalde op 11 februari op de 5000 meter haar zevende medaille; dit was de 100e voor Tsjechië.
Vrouwen
| Naam              | Onderdeel | Uitslag | Uitslag |
| Naam              | Onderdeel | Tijd    | Rang    |
| ----------------- | --------- | ------- | ------- |
| Martina Sáblíková | 3000 m    | 4:00,34 | 4       |
| Martina Sáblíková | 5000 m    | 6:50,09 | Brons   |
| Nikola Zdráhalová | 500 m     | 39,18   | 25      |
| Nikola Zdráhalová | 1000 m    | 1:18,75 | 27      |
| Nikola Zdráhalová | 1500 m    | 1:59,54 | 21      |
| Nikola Zdráhalová | 3000 m    | 4:13,13 | 18      |

### Schansspringen
Mannen
| Naam                                                       | Onderdeel       | Kwalificatie | Kwalificatie | Kwalificatie | Eerste ronde            | Eerste ronde              | Eerste ronde   | Finaleronde    | Finaleronde    | Finaleronde    | Totaal         | Totaal |
| Naam                                                       | Onderdeel       | Afstand      | Score        | Rang         | Afstand                 | Score                     | Rang           | Afstand        | Score          | Rang           | Score          | Rang   |
| ---------------------------------------------------------- | --------------- | ------------ | ------------ | ------------ | ----------------------- | ------------------------- | -------------- | -------------- | -------------- | -------------- | -------------- | ------ |
| Roman Koudelka                                             | Normale schans  | 93,5         | 93,4         | 19           | 102,0                   | 130,4                     | 11             | 97,5           | 119,1          | 22             | 249,5          | 18     |
| Roman Koudelka                                             | Grote schans    | 109,0        | 79,5         | 48           | 124,0                   | 108,7                     | 41             | niet geplaatst | niet geplaatst | niet geplaatst | 108,7          | 41     |
| Čestmír Kožíšek                                            | Normale schans  | 93,0         | 91,4         | 22           | 100,0                   | 119,3                     | 30             | 85,0           | 92,6           | 29             | 211,9          | 29     |
| Čestmír Kožíšek                                            | Grote schans    | 126,0        | 107,8        | 25           | 122,5 108,1 42          | 108,1                     | 42             | niet geplaatst | niet geplaatst | niet geplaatst | 108,1          | 42     |
| Radek Rýdl                                                 | Grote schans    | 105,0        | 74,5         | 50           | 118,5                   | 96,7                      | 47             | niet geplaatst | niet geplaatst | niet geplaatst | 96,7           | 47     |
| Filip Sakala                                               | Normale schans  | 67,5         | 39,2         | 51           | niet geplaatst          | niet geplaatst            | niet geplaatst | niet geplaatst | niet geplaatst | niet geplaatst | niet geplaatst | 51     |
| Filip Sakala                                               | Grote schans    | 110,5        | 84,3         | 45           | 116,0                   | 93,1                      | 48             | niet geplaatst | niet geplaatst | niet geplaatst | 93,1           | 48     |
| Viktor Polášek Čestmír Kožíšek Filip Sakala Roman Koudelka | Landenwedstrijd | n.v.t.       | n.v.t.       | n.v.t.       | 108,0 109,0 101,0 107,5 | 279,5 76,8 70,9 55,4 76,4 | 9 10 9         | niet geplaatst | niet geplaatst | niet geplaatst | 279,5          | 9      |

Vrouwen
| Naam                | Onderdeel      | Eerste sprong | Eerste sprong | Eerste sprong | Tweede sprong  | Tweede sprong  | Tweede sprong  | Totaal | Totaal |
| Naam                | Onderdeel      | Afstand       | Score         | Rang          | Afstand        | Score          | Rang           | Score  | Rang   |
| ------------------- | -------------- | ------------- | ------------- | ------------- | -------------- | -------------- | -------------- | ------ | ------ |
| Anežka Indráčková   | Normale schans | 79,0          | 62,8          | 29            | 72,5           | 60,5           | 28             | 123,3  | 30     |
| Karolína Indráčková | Normale schans | 82,0          | 77,4          | 24            | 65,0           | 53,3           | 30             | 130,7  | 28     |
| Klára Ulrichová     | Normale schans | 70,5          | 48,2          | 33            | niet geplaatst | niet geplaatst | niet geplaatst | 48,2   | 33     |

Gemengd
| Naam                                                               | Onderdeel       | Eerste sprong       | Eerste sprong               | Eerste sprong | Tweede sprong       | Tweede sprong               | Tweede sprong | Totaal                        | Totaal |
| Naam                                                               | Onderdeel       | Afstand             | Score                       | Rang          | Afstand             | Score                       | Rang          | Score                         | Rang   |
| ------------------------------------------------------------------ | --------------- | ------------------- | --------------------------- | ------------- | ------------------- | --------------------------- | ------------- | ----------------------------- | ------ |
| Klára Ulrichová Čestmír Kožíšek Karolína Indráčková Roman Koudelka | Landenwedstrijd | 78,5 91,0 78,0 93,0 | 362,5 76,2 104,5 74,3 107,5 | 7 6 8 9       | 73,5 92,5 83,0 92,5 | 360,3 61,5 106,8 84,5 107,5 | 7 6 7 6 8     | 722,8 137,7 211,3 158,8 215,0 | 7      |

### Shorttrack
Vrouwen
| Naam             | Onderdeel | Series | Series | Kwartfinale    | Kwartfinale    | Halve finale   | Halve finale   | Finale         | Finale         |
| Naam             | Onderdeel | Tijd   | Rang   | Tijd           | Rang           | Tijd           | Rang           | Tijd           | Rang           |
| ---------------- | --------- | ------ | ------ | -------------- | -------------- | -------------- | -------------- | -------------- | -------------- |
| Michaela Hrůzová | 500 m     | 45,060 | 3      | niet geplaatst | niet geplaatst | niet geplaatst | niet geplaatst | niet geplaatst | niet geplaatst |
| Michaela Hrůzová | 1500 m    | n.v.t. | n.v.t. | 2:21,278       | 4              | 2:21,386       | 4              | 2:46,664       | 14             |

### Skeleton
| Naam           | Onderdeel | Run 1   | Run 1 | Run 2   | Run 2 | Run 3   | Run 3 | Run 4   | Run 4 | Totaal  | Totaal |
| Naam           | Onderdeel | Tijd    | Rang  | Tijd    | Rang  | Tijd    | Rang  | Tijd    | Rang  | Tijd    | Rang   |
| -------------- | --------- | ------- | ----- | ------- | ----- | ------- | ----- | ------- | ----- | ------- | ------ |
| Anna Fernstädt | Vrouwen   | 1:02,35 | 6     | 1:02,44 | 6     | 1:02,27 | 10    | 1:02,26 | 8     | 4:09,32 | 7      |

### Snowboarden
Big air
| Naam             | Onderdeel | Kwalificatie | Kwalificatie | Kwalificatie | Kwalificatie | Kwalificatie | Finale         | Finale         | Finale         | Finale         | Finale |
| Naam             | Onderdeel | Sprong 1     | Sprong 2     | Sprong 3     | Totaal       | Rang         | Sprong 1       | Sprong 2       | Sprong 3       | Totaal         | Rang   |
| ---------------- | --------- | ------------ | ------------ | ------------ | ------------ | ------------ | -------------- | -------------- | -------------- | -------------- | ------ |
| Šárka Pančochová | Vrouwen   | 20,75        | 62,75        | 60,25        | 123,00       | 14           | niet geplaatst | niet geplaatst | niet geplaatst | niet geplaatst | 14     |

Halfpipe
| Naam             | Onderdeel | Kwalificatie | Kwalificatie | Kwalificatie | Kwalificatie | Finale         | Finale         | Finale         | Finale         | Finale |
| Naam             | Onderdeel | Run 1        | Run 2        | Beste        | Rang         | Run 1          | Run 2          | Run 3          | Beste          | Rang   |
| ---------------- | --------- | ------------ | ------------ | ------------ | ------------ | -------------- | -------------- | -------------- | -------------- | ------ |
| Šárka Pančochová | Vrouwen   | 41,75        | 18,75        | 41,75        | 18           | niet geplaatst | niet geplaatst | niet geplaatst | niet geplaatst | 18     |

Parallelreuzenslalom
| Naam            | Onderdeel | Kwalificatie | Kwalificatie | Achtste finale    | Kwartfinale       | Halve finale      | Finale            | Finale |
| Naam            | Onderdeel | Tijd         | Rang         | Tegenstander Tijd | Tegenstander Tijd | Tegenstander Tijd | Tegenstander Tijd | Rang   |
| --------------- | --------- | ------------ | ------------ | ----------------- | ----------------- | ----------------- | ----------------- | ------ |
| Ester Ledecká   | Vrouwen   | 1:23,63      | 1            | Nadya Ochner W    | Aleksandra Król W | Michelle Dekker W | Daniela Ulbing W  | Goud   |
| Zuzana Maděrová | Vrouwen   | 1:34,59      | 23           | niet geplaatst    | niet geplaatst    | niet geplaatst    | niet geplaatst    | 23     |

Slopestyle
| Naam             | Onderdeel | Kwalificatie | Kwalificatie | Kwalificatie | Kwalificatie | Finale         | Finale         | Finale         | Finale         | Finale |
| Naam             | Onderdeel | Run 1        | Run 2        | Beste        | Rang         | Run 1          | Run 2          | Run 3          | Beste          | Rang   |
| ---------------- | --------- | ------------ | ------------ | ------------ | ------------ | -------------- | -------------- | -------------- | -------------- | ------ |
| Šárka Pančochová | Vrouwen   | 25,51        | 17,18        | 25,51        | 26           | niet geplaatst | niet geplaatst | niet geplaatst | niet geplaatst | 26     |

Snowboardcross
| Naam              | Onderdeel | Plaatsingsronde | Plaatsingsronde | Plaatsingsronde | Plaatsingsronde | Plaatsingsronde | Plaatsingsronde | Achtste finale | Kwartfinale    | Halve finale   | Finale         | Finale         |
| Naam              | Onderdeel | Run 1           | Run 1           | Run 2           | Run 2           | Snelste         | Rang            | Achtste finale | Kwartfinale    | Halve finale   | Finale         | Finale         |
| Naam              | Onderdeel | Tijd            | Rang            | Tijd            | Rang            | Snelste         | Rang            | Plaats         | Plaats         | Plaats         | Plaats         | Rang           |
| ----------------- | --------- | --------------- | --------------- | --------------- | --------------- | --------------- | --------------- | -------------- | -------------- | -------------- | -------------- | -------------- |
| Radek Houser      | Mannen    | DNS             | DNS             | DNS             | DNS             | DNS             | DNS             | DNS            | DNS            | niet geplaatst | niet geplaatst | niet geplaatst |
| Vendula Hopjáková | Vrouwen   | 1:26,26         | 22              | 1:25,49         | 6               | 1:25,49         | 23              | DNF            | niet geplaatst | niet geplaatst | niet geplaatst | niet geplaatst |